# Yeoksam (metropolitana di Seul)
La stazione di Yeoksam (역삼역 - 驛三驛, Yeoksam-yeok ) si trova lungo la linea 2 della metropolitana di Seul e si trova lungo la strada Teheran-ro, nel centro finanziario di Gangnam.

## Linee
Seoul Metro
● Linea 2 (Codice: 221)

## Struttura
La linea passa in sotterranea, al terzo piano interrato, e dispone di due marciapiedi laterali con porte di banchina e due binari al centro. Essendo la linea 2 una linea circolare, i binari vengono designati come "circolare interna" e "circolare esterna".
| Circ. interna | ● Linea 2 | per Gangnam, Gyodae, Sadang, Sindorim e Hapjeong |
| Circ. esterna | ● Linea 2 | per Seolleung, Jamsil, Seongsu e Wangsimni       |

## Stazioni adiacenti
| «         | Servizio | »       |
| Linea 2   | Linea 2  | Linea 2 |
| --------- | -------- | ------- |
| Seolleung | -        | Gangnam |